# Jully-lès-Buxy
Jully-lès-Buxy är en kommun i departementet Saône-et-Loire i regionen Bourgogne-Franche-Comté i östra Frankrike. Kommunen ligger i kantonen Buxy som tillhör arrondissementet Chalon-sur-Saône. År 2022 hade Jully-lès-Buxy 351 invånare.

## Befolkningsutveckling
Antalet invånare i kommunen Jully-lès-Buxy
| Referens: INSEE |